# Homoneura curtula
Homoneura curtula är en tvåvingeart som beskrevs av Kim 1994. Homoneura curtula ingår i släktet Homoneura och familjen lövflugor. Inga underarter finns listade i Catalogue of Life.